# Ligia litigiosa
Ligia litigiosa là một loài chân đều trong họ Ligiidae. Loài này được Wahrberg miêu tả khoa học năm 1922.